# Championnat de Belgique masculin de handball D3 1983-1984
Navigation
Division 3 1981-1982 Division 3 1984-1985
La saison 1983-1984 du Championnat de Belgique de handball fut la ?[Quoi ?] de la plus haute division belge de handball.

## Participants
| - J.S. Ans - La Fraternité Verviers - Renaissance Montegnée - Liège - Eynatten - Ransart - SCA Montegnée |  | - SHC Mont-sur-Marchienne - Herseaux - Bech ULB - Herstal II - St. Ioseph - Villers 59 |